# اضطهاد المثليات في ألمانيا النازية
مثّل وضع النساء المثليات في ألمانيا النازية حالة معقدة من الاضطهاد الاجتماعي والسياسي، فرغم أنهن لم يخضعن لقانون جنائي يستهدفهن بشكل مباشر كما حدث مع الرجال المثليين، إلا أنهن تعرضن للملاحقة والقمع ضمن فئات أخرى اعتبرها النظام النازي "منحرفة" أو "معادية للمجتمع". دمر النظام الشبكات والمجتمعات المثلية التي ازدهرت في جمهورية فايمار، وأغلق حاناتهن، وعانت الكثيرات منهن من الاعتقال والسجن والقتل والتعذيب في معسكرات الاعتقال.

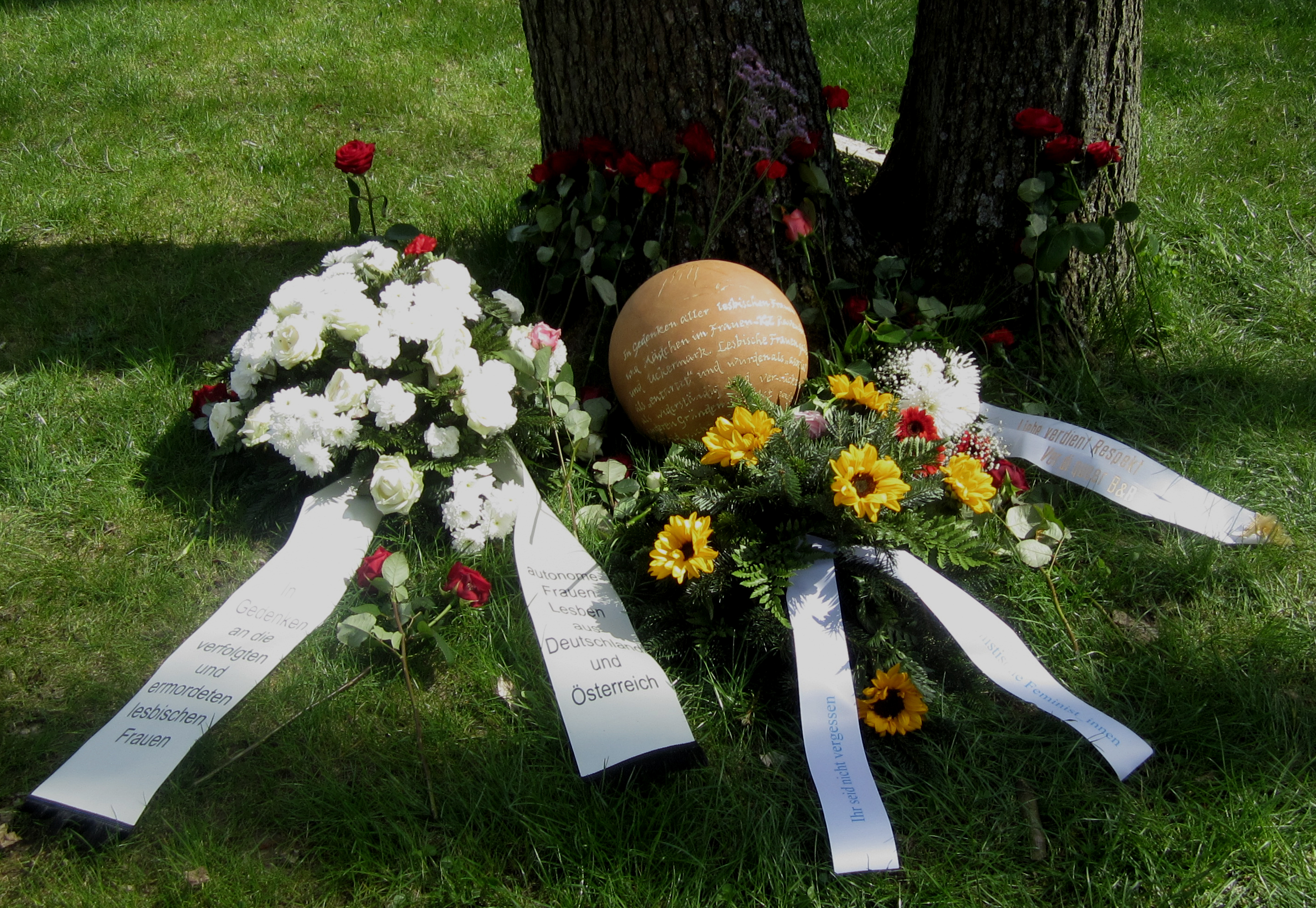
إحياء ذكرى السجينات المثليات في معسكر رافنسبروك النازي، بتنظيم مبادرة نسوية مستقلة من ألمانيا والنمسا، في 22 أبريل 2018.

## الخلفية والوضع القانوني
قبل صعود النازيين، كانت برلين في فترة جمهورية فايمار مركزًا نابضًا بالحياة للمجتمعات المثلية، مع وجود حانات ونوادٍ ومنشورات خاصة بالنساء المثليات، مثل حانة "مالي وإيغل" (بالألمانية: Mali und Igel).
على عكس الرجال المثليين الذين استهدفتهم فقرة 175 من القانون الجنائي الألماني بشكل صريح، لم توجد فقرة مماثلة تجرم العلاقات الجنسية بين النساء. يعود هذا جزئيًا إلى النظرة النازية لدور المرأة في المجتمع، حيث كان يُعتقد أن مهمتها الأساسية هي الإنجاب وخدمة الأسرة. افترضت السلطات النازية أنه يمكن إجبار النساء المثليات أو "إصلاحهن" للقيام بدورهن كأمهات لـ "أطفال آريين"، وبالتالي لم يشكلن تهديدًا مباشرًا للدولة بنفس القدر الذي شكله الرجال المثليون في نظرهم.
رغم غياب قانون مباشر، لم تكن المثليات في مأمن من الاضطهاد. فقد تم استخدام قوانين أخرى لمعاقبتهن، خاصة في النمسا التي تم ضمها عام 1938، حيث كانت المثلية الأنثوية مجرّمة بالفعل.

## الإضطهاد الاجتماعي
مع صعود النازيين إلى السلطة في عام 1933، بدأت حملة قمع واسعة ضد جميع أشكال المثلية. تم إغلاق الحانات والنوادي والمؤسسات التي كانت ترتادها النساء المثليات بالقوة. أُجبرت النساء على العيش في سرية تامة، وأصبحن عرضة للوشاية من قبل الجيران أو حتى أفراد العائلة.
كانت الأداة الرئيسية لاضطهاد المثليات هي تصنيفهن كـ"لامجتمعيات" (بالألمانية: Asoziale). كان هذا المصطلح فضفاضًا وشمل أي شخص لا يتوافق مع المعايير الاجتماعية النازية، مثل المتشردين، والعاطلين عن العمل، والمومسات، والمدمنين على الكحول، وأيضًا النساء اللاتي تحدّين الأدوار الجندرية التقليدية، بما في ذلك المثليات والنساء ذوات المظهر "الذكوري".

### المثلث الأسود
في معسكرات الاعتقال، أُجبرت النساء المصنفات كـ"لامجتمعيات" على ارتداء مثلث أسود مقلوب على ملابسهن لتمييزهن. لهذا السبب، أصبح المثلث الأسود فيما بعد رمزًا للمقاومة والاعتزاز لدى بعض الحركات النسوية والمثلية، على غرار المثلث الوردي الذي كان يرتديه الرجال المثليون.

## حالات فردية للاضطهاد
على الرغم من صعوبة توثيق قصص المثليات بسبب تدمير السجلات وتصنيفهن تحت فئات أخرى، فقد تمكن المؤرخون من تتبع مصائر بعضهن:
- هيني شيرمان (Henny Schermann): امرأة يهودية مثلية من فرانكفورت، اعتُقلت عام 1940 بتهمة انتهاك قوانين نورنبيرغ العنصرية و"السلوك غير الاجتماعي". تم إرسالها إلى معسكر اعتقال رافنسبروك، حيث صُنفت كمثلية و"لامجتمعية". قُتلت لاحقًا بالغاز في مركز بيرنبرغ للقتل الرحيم عام 1942.[5]
- إيلي سمولا (Elli Smula) ومارغريت روزنبرغ (Margarete Rosenberg): كانتا تعملان كبائعات تذاكر ترام في برلين. تم اعتقالهما بناءً على وشاية واتهامهما بإقامة علاقات مثلية في مكان عملهما. أُرسلتا إلى معسكر رافنسبروك عام 1940 كـ "لامجتمعيتين" و"سياسيتين". توفيت سمولا في المعسكر عام 1943، بينما نجت روزنبرغ.[13]
- ماري بونجر (Mary Pünjer): امرأة يهودية من هامبورغ، اتُهمت بالمثلية وتم إرسالها إلى معسكر رافنسبروك. أُجريت عليها تجارب طبية وحشية تهدف إلى "علاج" مثليتها، ثم قُتلت بالغاز في مركز بيرنبرغ عام 1942.[5]

## النقاش التاريخي والإرث
يوجد نقاش مستمر بين المؤرخين حول مدى منهجية اضطهاد المثليات، يرى البعض أنه لم تكن هناك سياسة مركزية منظمة لاستهدافهن بناءً على ميولهن الجنسية وحدها، وأن اضطهادهن كان نتيجة لعوامل متداخلة مثل العرق أو الانتماء السياسي أو الطبقة الاجتماعية أو عدم الامتثال للأدوار الجندرية. بينما يجادل آخرون بأن إغلاق أماكن تجمعهن وتصنيفهن كـ"لامجتمعيات" يشير إلى حملة قمع متعمدة، حتى لو لم تكن مقننة بشكل كامل.
بعد الحرب، لم يتم الاعتراف بالنساء المثليات كفئة مستقلة من ضحايا النازية لفترة طويلة، وظلت قصصهن منسية إلى حد كبير.